# 三峰砂棲七鰓鰻
三峰砂棲七鰓鰻（學名：Entosphenus tridentatus），為圓口綱七鰓鰻目七鰓鰻科砂棲七鰓鰻屬的一種，分布於北太平洋阿拉斯加的白令海沿岸向南到日本北部的北海道和墨西哥下加利福尼亞州中部的蓬塔卡諾阿斯半鹹水及半水流域，為溯河產卵動物和一次性產卵動物，身體細長，兩個背鰭位於身體後部很遠的地方，在幼體階段，背鰭是相連的，然而，變態後背鰭分裂成兩個不同的背鰭，尾鰭下葉大於上葉，兩葉均與背鰭和臀鰭相連。生活在海中的成年個體背部呈藍黑色或綠色，背部呈淺色，但生活在淡水中的成年個體則呈棕色，嘴上方的口上紋上有三顆（有時是兩顆）鋒利的牙齒，每個側板上有三個尖點，體長可達76公分，壽命可達9年，其一生中的大部分時間都處於幼魚階段，胚胎在產卵後約19天孵化，它們就會順流漂流到可以找到優質基質的低流速水域，在柔軟底部基質中挖的洞穴，以藻類、碎屑和微生物為食，幼魚期過後，會經歷變態，開始發育眼睛、獨特的口腔結構和牙齒。皮膚背部開始從棕色變成藍黑色，再變成綠色，腹部則從銀色變成白色，這種蛻變需要幾個月的時間，從夏季開始，到冬季結束，在順流遷移到海洋的途中，它們會附著在其他魚類身上吸食體液，成年個體在海中至少生活一到兩年，然後回到淡水中產卵，成魚在小礫石中築巢，雌魚可以產下超過100,000顆卵，由雄魚進行體外受精，產卵後，成魚通常會在四天內死亡。

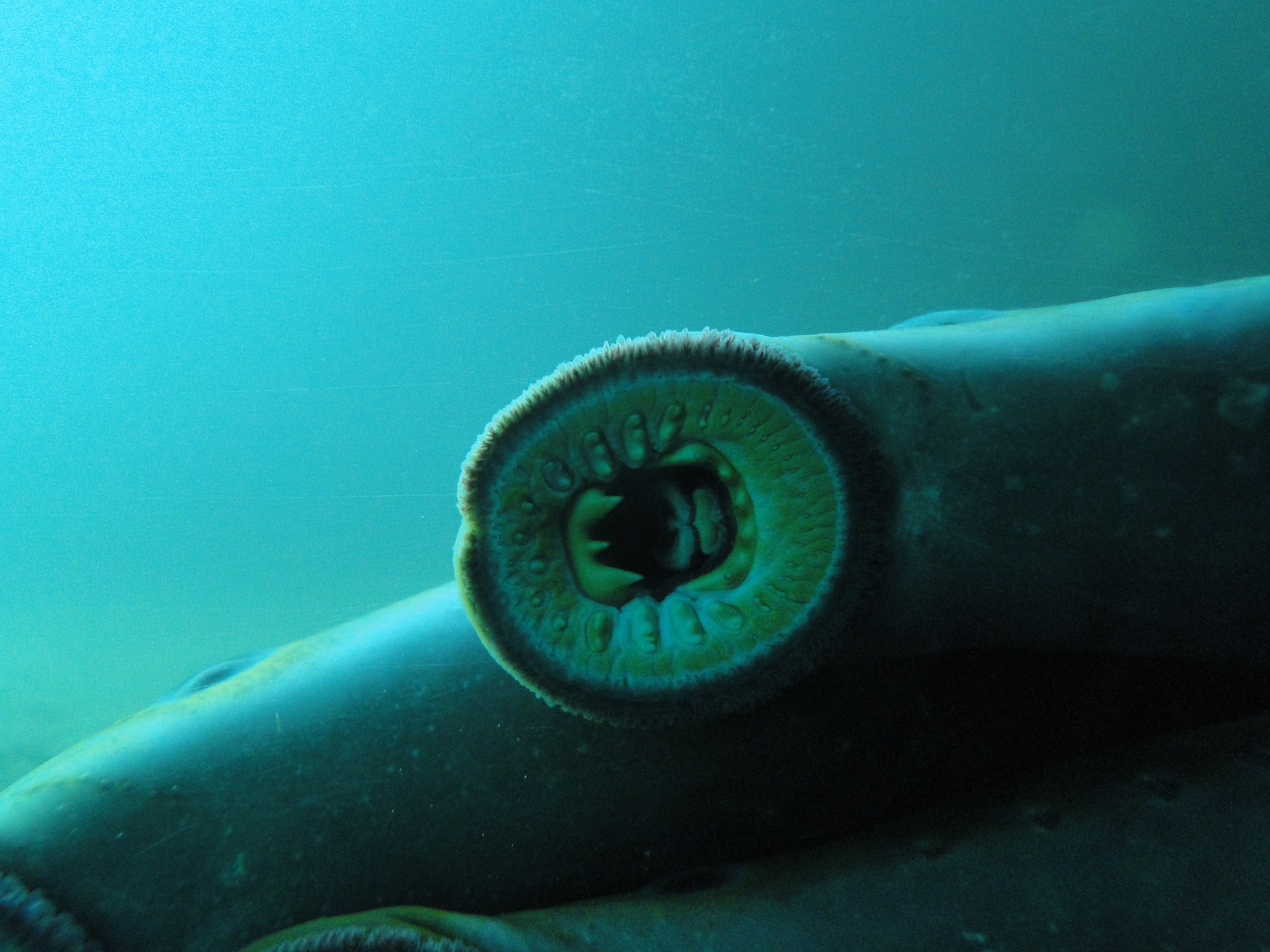
穿過邦納維爾大壩的三峰砂棲七鰓鰻

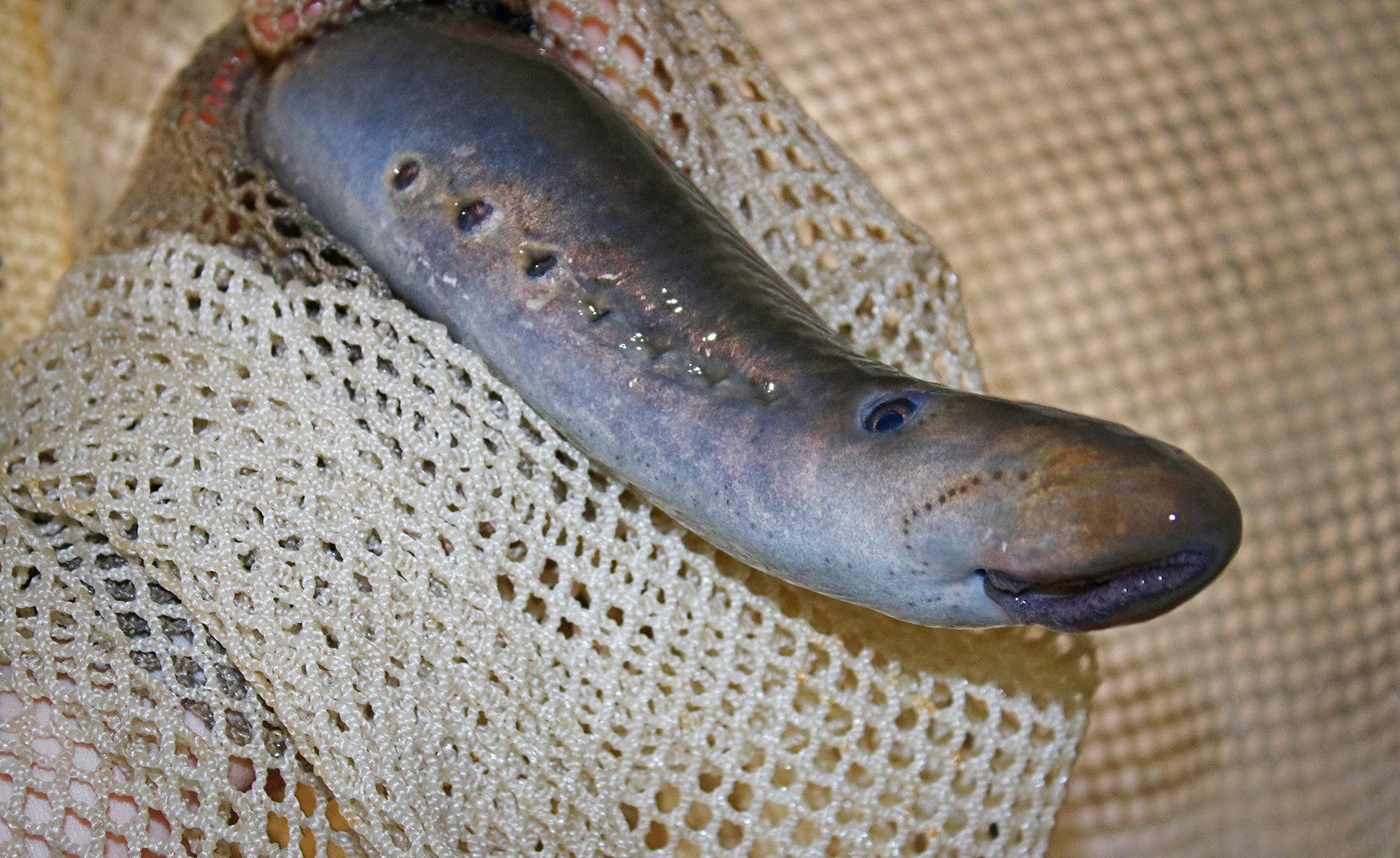
被漁網捕獲的成年三峰砂棲七鰓鰻

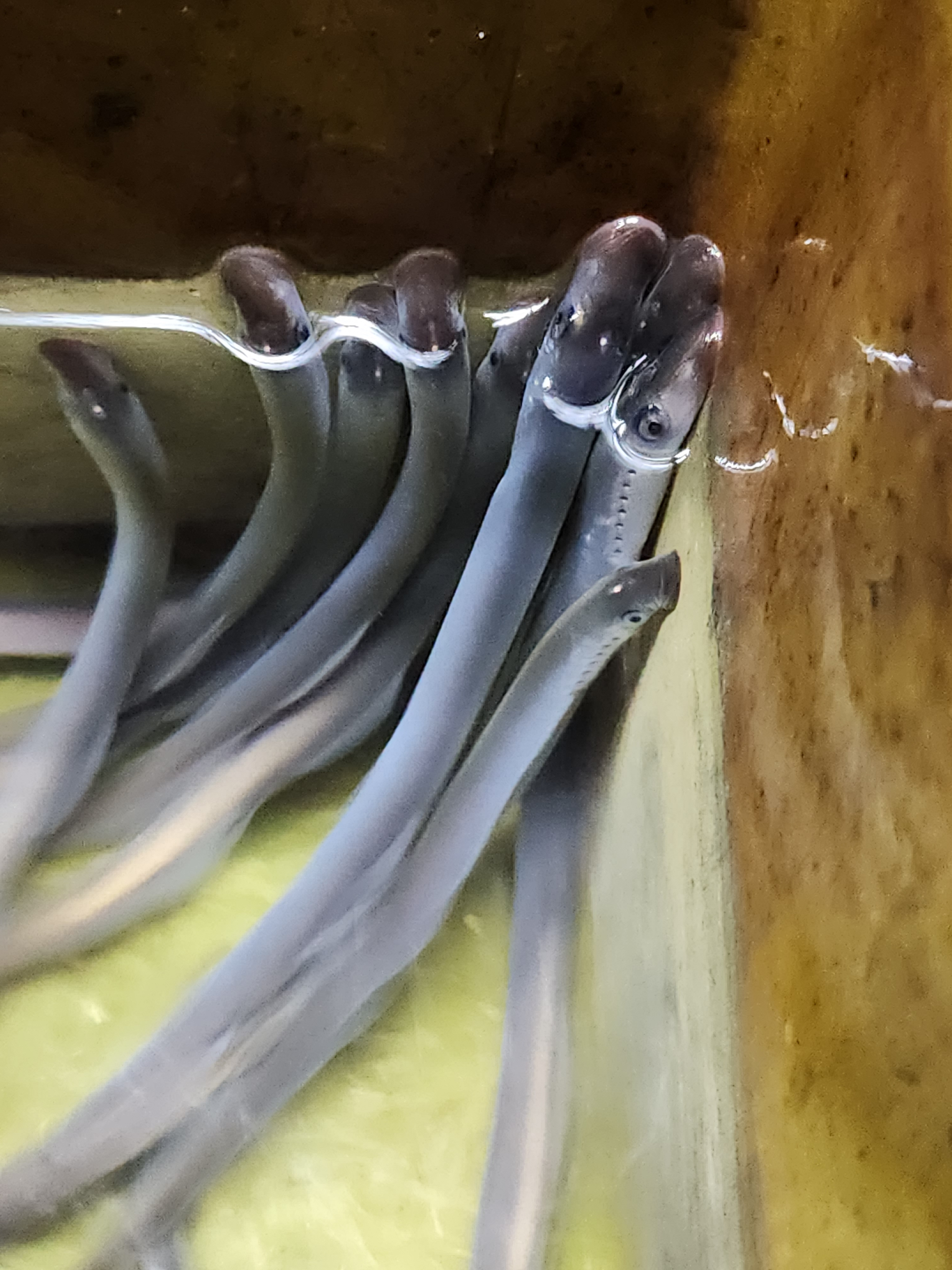
在華盛頓州西南部阿伯納西魚類技術中心，三峰砂棲七鰓鰻幼魚用吸嘴吸附在儲水箱的角落